# Microdytes wewalkai
Microdytes wewalkai är en skalbaggsart som beskrevs av Bian och Ji 2009. Microdytes wewalkai ingår i släktet Microdytes och familjen dykare. Inga underarter finns listade i Catalogue of Life.